# Ludmila Arlouskaya
Ludmila Arlouskaya (en russe : Людміла Арлоўская), née Lysenko le 2 novembre 1973, est une biathlète russe et biélorusse. Elle a participé aux Jeux olympiques en 1994 et 2002.

## Palmarès

### Coupe du monde
- Meilleur classement général : 48e en 2001.
- 3 podiums en relais : 1 victoire, 1 deuxième place et 1 troisième place.
- Meilleur résultat individuel : 11e.

### Championnats du monde de biathlon d'été
- Médaille d'or du relais en 2000.
- Médaille d'argent du relais en 2001 et 2002.
- Médaille de bronze du sprint et de la poursuite en 2002.